# Speocera fagei
Speocera fagei is een spinnensoort uit de familie Ochyroceratidae. De soort komt voor in Kenia.